# Love for Days
Love for Days è un singolo di Purple Disco Machine in collaborazione con Boris Dlugosch e Karen Harding, pubblicato il 26 ottobre 2018 ed estratto dall'album Soulmatic.

## Video musicale
Il video è stato pubblicato il 25 ottobre 2018.

## Tracce
1. Love for Days (feat. Boris Dlugosch e Karen Harding) – 3:15